# ابوسلیک گرگانی
ابوسَلیک گُرگانی یا ابوسُلیکِ گرگانی از قدیم‌ترین شاعران پارسی‌گوی دورۀ اسلامی است. محمد عوفی او را معاصر عمرو لیث و فیروز مشرقی دانسته است. منوچهری دامغانی او را از شعرای کهن خراسان و در ردیف استادان بزرگ پیش از خود دانسته است. او در کنار محمد بن وصیف سجزی، حنظله بادغیسی و فیروز مشرقی از قدیم‌ترین قطعه‌سرایان در زبان فارسی است. حضور این شاعران در دربار صفاریان، دلیلی است مبنی بر تشویق زبان فارسی توسط صفاریان.
ابوسلیک گرگانی آخرین شاعر دورۀ طاهریان و سامانیان است و در لباب‌الالباب و مجمع‌الفصحاء دو قطعه از اشعار او در چهار بیت ضبط شده است. چند بیت دیگر از اشعار ابوسلیک را می‌توان در فرهنگ جهانگیری، فرهنگ رشیدی و المعجم فی معاییر اشعار العجم یافت. به گفتۀ سعید نفیسی از اشعار این شاعر ده بیت در میان است. هر چند اشعار برجای ماندۀ ابوسلیک اندک است، نام او را در شمار معدود شاعرانی آورده‌اند که پیش از رودکی شعر فارسی سروده‌اند و در مقابل زبان و ادبیات عرب سعی در احیای ادبیات ملی خود داشته‌اند. به گفتۀ بدیع‌الزمان فروزانفر باید تصدیق کرد این شاعر همچون دیگر شعرای پارسی‌گوی، نخست از عربی به خوبی اطلاع داشته و شعر عربی میگفته است. این فقره گذشته از حدس به ادلۀ تاریخی هم تأیید می‌شود.
منوچهری دامغانی در یکی از اشعار خود نام او را می‌برد و می‌گوید:
بوالعلی و بوالعباس و بوسلیک و بو مثل / آنکه آمد از لوالج آنکه آمد از هری
از حکیمان خراسان کو شهید و رودکی / کو شکور بلخی و بوالفتح بُستی هکذی 
شعر زیر از اوست:
| بمژه دل ز من بدزدیدی      |  | ای به لب قاضی و به مژگان دزد |
| مزد خواهی که دل ز من بردی |  | این شگفتی که دید، دزد بمزد!  |

## محتوای اشعار ابوسلیک گرگانی
اگر سیر و پیشینۀ اندرزگویی در ایران را بررسی کنیم، خواهیم دید که در میان قدیم‌ترین آثار برجای مانده از ایران باستان (نظیر برخی کتیبه‌های شاهان هخامنشی) نیز می‌توان شاهد حضور پندها و اندرزها بود. این رویه،‌ یعنی توجه به پند و اندرز، پس از اسلام نیز ادامه یافته است و در این دوره و از همان آغاز، بسیاری از نویسندگان و شاعران ایرانی بدان دلبستگی نشان داده و در این زمینه میراثی ارزشمند از خود به یادگار نهاده‌اند. برای مثال، ابیات زیر از ابوسلیک گرگانی، که از نخستین شاعران پارسی‌گوی به شمار می‌رود ماهیتی تعلیمی دارند:
| خون خود را گر بریزی بر زمین |  | به که آب روی ریزی در کنار   |
| بت‌پرستنده به از مردم‌پرست    |  | پند گیر و کار بند و گوش دار |